# Handaberd
Handaberd (armenisch Հանդաբերդ) ist ein ehemaliges armenisches Kloster nahe der gleichnamigen Burgruine in der Provinz Schahumjan der de facto unabhängigen, aber de jure zu Aserbaidschan gehörigen Republik Arzach (Bergkarabach).

## Lage
Handaberd liegt im Norden der Provinz in einer bewaldeten Gebirgslandschaft 15 km nordöstlich der Provinzhauptstadt, nahe der Straße, welche Bergkarabach über den Sotkpass mit Armenien verbindet.

## Geschichte
Aufgrund einer Gebäudeinschrift kann der Bauzeitpunkt der Anlage auf 1276 datiert werden. Das Kloster besteht heute noch aus einer Kuppelkirche, einer mit ihr verbundenen Kapelle sowie einem etwas nördlich der Anlage gelegenen Glockenturm.